# Percomorpha
Percomorpha (od Lua greška in package.lua at line 80: module 'Module:ISO 639 name/ISO 639-3 (dep)' not found.  perca, sa značenjem „perch”, and Lua greška in package.lua at line 80: module 'Module:ISO 639 name/ISO 639-3 (dep)' not found.  μορφή (morphḗ), sa značenjem „oblik, izgled”) je velika klada zlatoperki sa više od 17 000 poznatih vrsta, čime su obuhvačene tune, morski konjići, glavoči, ciklidi, pljosnate ribe, usnjače, grgečke, udičarke i četverozupke.